# Lampedusa
Lampedusa je ostrov ve Středozemním moři, který patří Itálii. Je největší ze souostroví Pelagických ostrovů. Má rozlohu 20,2 km². Nachází se 205 km od Sicílie a 113 km od pobřeží Tuniska. Obyvatelé se živí rybářstvím, zemědělstvím a turistikou. Na ostrově nejsou zdroje vody s výjimkou nepravidelných srážek. Fauna a flora je podobná jako v severní Africe.
Od přelomu tisíciletí se ostrov stává hlavním imigračním místem Evropy. K jeho břehům téměř denně příplouvají lodě s imigranty z Afriky.

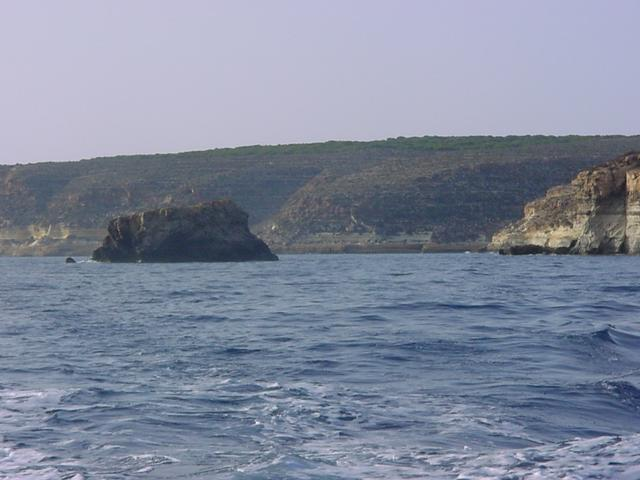
Pobřeží ostrova Lampedusa